# Моапа-Веллі (Невада)
Моапа-Веллі (англ. Moapa Valley) — переписна місцевість (CDP) в США, в окрузі Кларк штату Невада. Населення — 6289 осіб (2020).

## Географія
Моапа-Веллі розташована за координатами 36°36′14″ пн. ш. 114°26′57″ зх. д. / 36.60389° пн. ш. 114.44917° зх. д. (36.604005, -114.449231).  За даними Бюро перепису населення США в 2010 році переписна місцевість мала площу 113,18 км², з яких 113,12 км² — суходіл та 0,06 км² — водойми.

## Демографія
Згідно з переписом 2010 року, у переписній місцевості мешкали 6924 особи в 2388 домогосподарствах у складі 1794 родин. Густота населення становила 61 особа/км².  Було 2793 помешкання (25/км²).
Расовий склад населення:
| - 91,6 % — білих - 0,8 % — корінних американців - 0,5 % — азіатів - 0,4 % — вихідців з тихоокеанських островів - 0,2 % — чорних або афроамериканців - 3,6 % — осіб інших рас |

До двох чи більше рас належало 2,9 %. Частка іспаномовних становила 10,4 % від усіх жителів.
За віковим діапазоном населення розподілялося таким чином: 31,8 % — особи молодші 18 років, 52,4 % — особи у віці 18—64 років, 15,8 % — особи у віці 65 років та старші. Медіана віку мешканця становила 37,5 року. На 100 осіб жіночої статі у переписній місцевості припадало 100,4 чоловіків;  на 100 жінок у віці від 18 років та старших — 97,8 чоловіків також старших 18 років.
Середній дохід на одне домашнє господарство  становив 74 128 доларів США (медіана — 65 654), а середній дохід на одну сім'ю — 86 859 доларів (медіана — 76 455). Медіана доходів становила 65 893 долари для чоловіків та 48 393 долари для жінок. За межею бідності перебувало 6,0 % осіб, у тому числі 3,9 % дітей у віці до 18 років та 9,7 % осіб у віці 65 років та старших.
Цивільне працевлаштоване населення становило 2499 осіб. Основні галузі зайнятості: освіта, охорона здоров'я та соціальна допомога — 16,6 %, науковці, спеціалісти, менеджери — 15,0 %, будівництво — 12,0 %, транспорт — 11,0 %.